# Folkekuranstalten ved Hald
Folkekuranstalten ved Hald eller blot Folkekuren bruges fortsat som navn for en samling røde træbarakker, som ligger i Hald Ege sydvest for Viborg. Barakkerne har en fortid som krigsfangelejr, interneringslejr, kaserne, hospital og rekreationshjem. Nu er der på området boliger, en efterskole og en række sociale institutioner.

## Lejrsamlingerne ved Hald
I årene 1868-1880 rummede et areal af Hald Hovedgårds tilliggender Lejren ved Hald, et militært etablissement, hvor hver sommer omkring 10.000 mand af hæren blev samlet for at holde øvelser. Stedet blev valgt, fordi det lå tæt på store hedeområder, hvor der kunne afholdes militærøvelser uden gener for landbruget. Desuden var der på stedet mulighed for at skaffe godt drikkevand fra artesiske boringer. Hver lejrsamling varede ca. 1½ måned inklusive den tid, det tog at fodmarchere fra garnison til lejr og tilbage igen. Under lejrsamlingerne var alle indkvarteret i telte. Lejrsamlingerne ophørte i 1880 og lejren blev endeligt nedlagt i 1889. På det sted, hvor kongeteltet i sin tid stod, er nu opstillet en mindesten for kronprinsens, den senere Frederik den 8.'s, deltagelse i lejrsamlingerne.

## Krigsfangelejren ved Hald
Danmark var under 1. Verdenskrig neutral, men engagerede sig i det humanitære arbejde. På dansk initiativ blev en aftale indgået mellem på den ene side Tyskland og Østrig-Ungarn og på den anden side Rusland om udveksling af syge krigsfanger. I Danmark opførtes til dette formål i 1917 lejre i henholdsvis Horserød og Hald. Det blev besluttet, at Haldlejren skulle huse krigsfanger fra Tyskland og Østrig-Ungarn, mens de russiske skulle interneres i Horserødlejren. Den ene lejr blev bygget på det gamle lejrområde i Hald, hvor man i forvejen havde brugelige vandboringer. I både Hald og Horserød blev der meget hurtigt opført 64 rødmalede træbarakker, som skulle rumme 200 officerer, 1.000 menige samt det danske bevogtningsmandskab på 120 mand. Lejrkommandant var oberst Vilhelm Giersing. Lazaretlejren bestod bl.a. af en kirurgisk, en medicinsk og en tuberkuloseafdeling.
Lazaretlejren i Hald var i brug i godt et år, og i den tid passerede lidt over 1.500 krigsfanger igennem lejren, hvoraf cirka 1.200 var østrig-ungarere. De sidste krigsfanger, der var internerede i Hald som følge af krigsfangeudvekslingsaftalen mellem på den ene side Østrig-Ungarn og Tyskland og på den anden side Rusland, forlod lejren i maj 1918. Lejren skulle dog snart blive fyldt op igen. For fra efteråret 1918 og frem til 1920 husede Haldlejren flere tusinde, hovedsageligt russiske, krigsfanger, der enten var flygtet fra krigsfangenskab i Nordtyskland, hvor en del var beskæftigede i landbruget, eller var blevet løsladt som resultat af fredsslutningen i november 1918. Af disse russiske krigsfanger valgte man fra dansk side, at dem, der havde sympati for det nye bolsjevistiske i Rusland, skulle interneres Hald og dermed i sikker afstand fra København, mens de apolitiske eller kontrarevolutionære interneredes i Horserød. De sidste krigsfanger forlod lejren i 1920 og i 1922 overdrog den danske stat lejren til Dansk Røde Kors og etablerede Folkekuranstalten. 21 krigsfanger døde under opholdet og ligger begravet på Viborg Kirkegård.

## Folkekuranstalten
I 1922 overtog Dansk Røde Kors hele området og oprettede på initiativ af læge Poul Videbech Folkekuranstalten ved Hald til behandlingsmæssige og rekreative formål for blandt andet gigt- og nervepatienter. Folkekuren eller Kuren, som institutionen kaldtes i daglig tale, kunne rumme op til 500 patienter. Den villabebyggelse, som nu hedder Hald Ege, er i hovedsagen opstået som beboelse for personalet på Folkekuranstalten.

## Interneringslejren ved Hald
Ved udbruddet af 2. Verdenskrig fik Danmark behov for at internere soldater, som på forskellig måde fra de krigsførende lande var havnet på dansk, dvs. neutralt, område. Det kom hovedsagelig til at dreje sig om tyske flyvere og marinesoldater. Efter aftale med Røde Kors blev en del af Folkekuranstalten indrettet som interneringslejr. Ved tyskernes besættelse af Danmark den 9. april 1940 blev de internerede soldater frigivet, men lejren blev derefter kortvarigt brugt af tyskerne til internering af britiske og franske statsborgere. I løbet af besættelsen overtog den tyske værnemagt efterhånden hele Folkekuranstalten for at bruge den som lazaret og kaserne.
Efter befrielsen overtog Dansk Røde Kors Folkekuren igen, men behovet for at sende patienter på kurophold var nu aftagende, og anstalten blev derfor anvendt til flere forskellige formål, f.eks. til poliopatienter efter den store polioepidemi i 1950'erne og til flygtninge efter Ungarnopstanden i 1956. I 1961 indstillede Dansk Røde Kors sin virksomhed på Folkekuranstalten, og bygningerne blev overtaget dels af Åndssvageforsorgen og dels af Viborg Amt.

## Folkekuren i dag
I nogle af de røde barakker er der fortsat bosteder og beskyttede værksteder for psykisk handicappede. I andre barakker huses Hald Eges vuggestue og børnehave samt forsamlingshuset "Egekværnen", og siden 1988 har også Hald Ege Efterskole med godt 100 elever holdt til på stedet. Nogle af barakkerne er omdannet til boliger, og der er ligeledes gennem de senere år bygget et mindre antal nye seniorboliger, ældreboliger og andelsboliger på området. Et mindre museum – Hald Ege Samlingen – fortæller om dette særprægede steds historie.